# Kelly Macdonald

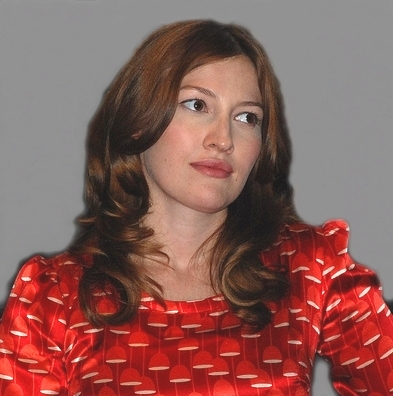
Kelly Macdonald auf dem New York Film Festival 2009

Kelly Macdonald (* 23. Februar 1976 in Glasgow) ist eine britische Schauspielerin und unter anderem Emmy-Preisträgerin.

## Leben und Karriere
Ihre Eltern ließen sich scheiden, als Kelly Macdonald noch ein Kind war. Zusammen mit ihrem jüngeren Bruder wuchs sie bei ihrer Mutter im schottischen Newton Mearns auf. Sie absolvierte die Eastwood High School. Im Alter von 17 Jahren zog sie von zu Hause aus und lebte bei einem Freund in Glasgow, wo sie für kurze Zeit ein College besuchte.
Als Kellnerin fiel Macdonald eine Broschüre in die Hände, in der ein Casting für den Film Trainspotting angekündigt wurde. Der Film wurde zu ihrem Durchbruch. Es folgten mehr als 50 Film- und Fernsehproduktionen.
Für ihre Rolle in The Girl in the Café erhielt Macdonald einen Emmy und eine Golden-Globe-Nominierung. Zwei weitere Golden-Globe-Nominierungen folgten 2011 und 2012 für die Nebenrolle als junge irische Mutter und Witwe in der US-amerikanischen Serie Boardwalk Empire.
Im August 2003 heiratete Macdonald den Bassisten der schottischen Rockband Travis, Dougie Payne. Sie hat zwei Söhne (* 2008 und * 2012) und lebt in London.
Im September 2017 trennte Macdonald sich von Payne nach 14 Jahren Ehe.

## Filmografie (Auswahl)
- 1996: Trainspotting – Neue Helden (Trainspotting)
- 1996: Stella Does Tricks
- 1998: Elizabeth
- 1998: Cousine Bette (Cousin Bette)
- 1999: Entropy
- 1999: City, Friends & Sex
- 2001: Strictly Sinatra
- 2001: Gosford Park
- 2003: Intermission
- 2003: Mord auf Seite eins (State of Play, Fernsehserie, 6 Folgen)
- 2004: Wenn Träume fliegen lernen (Finding Neverland)
- 2005: Per Anhalter durch die Galaxis (The Hitchhiker’s Guide to the Galaxy)
- 2005: Eine zauberhafte Nanny (Nanny McPhee)
- 2005: G8 auf Wolke Sieben (The Girl in the Café)
- 2005: A Cock and Bull Story
- 2005: Lassie kehrt zurück (Lassie)
- 2005: Alias – Die Agentin (Alias, Fernsehserie, Folge 4x04)
- 2005: All the Invisible Children
- 2007: No Country for Old Men
- 2008: Choke – Der Simulant (Choke)
- 2008: The Merry Gentleman
- 2009: Mord in Louisiana (In the Electric Mist)
- 2010–2014: Boardwalk Empire (Fernsehserie, 45 Folgen)
- 2011: Harry Potter und die Heiligtümer des Todes – Teil 2 (Harry Potter and the Deathly Hallows: Part 2)
- 2011: Wer ist die Braut? (The Decoy Bride)
- 2012: Merida – Legende der Highlands (Brave, Stimme der Hauptfigur Merida)
- 2012: Anna Karenina
- 2016: Special Correspondents
- 2016: The Journey Is the Destination
- 2016: Swallows and Amazons
- 2016: Black Mirror (Fernsehserie, Folge 3x06)
- 2017: T2 Trainspotting
- 2017: Goodbye Christopher Robin
- 2017: Ein Kind zur Zeit (The Child in Time, Fernsehfilm)
- 2018: Puzzle
- 2018: Holmes & Watson
- 2018: Chaos im Netz (Ralph Breaks the Internet, Stimme der Figur Merida)
- 2019: In deinen Armen (Dirt Music)
- 2019: Pflicht und Schande (Giri/Haji, Fernsehserie, 8 Folgen)
- 2020: Truth Seekers (Fernsehserie, 2 Folgen)
- 2021: Line of Duty (Fernsehserie, 7 Folgen)
- 2021: Die Täuschung (Operation Mincemeat)
- 2022: I Came By
- 2024: Star Wars: Skeleton Crew (Fernsehserie, Folge 1x05)
- 2025: Department Q (Dept. Q, Fernsehserie)

## Auszeichnung und Nominierungen
| Jahr | Film                   | Preis                                    | Kategorie                                      | Resultat  |
| ---- | ---------------------- | ---------------------------------------- | ---------------------------------------------- | --------- |
| 1997 | Trainspotting          | BAFTA Scotland Award                     | Beste Darstellerin                             | Nominiert |
| 2000 | Two Family House       | Independent Spirit Award                 | Beste Darstellerin                             | Nominiert |
| 2002 | Gosford Park           | Online Film Critics Society              | Bestes Ensemble                                | Gewonnen  |
| 2002 | Gosford Park           | Phoenix Film Critics Society             | Bestes Ensemble                                | Nominiert |
| 2002 | Gosford Park           | Satellite Award                          | Bestes Ensemble                                | Gewonnen  |
| 2002 | Gosford Park           | Screen Actors Guild Award                | Bestes Ensemble                                | Gewonnen  |
| 2002 | Gosford Park           | Broadcast Film Critics Association Award | Bestes Ensemble                                | Nominiert |
| 2002 | Gosford Park           | Florida Film Critics Circle              | Bestes Ensemble                                | Gewonnen  |
| 2003 | Gosford Park           | Empire Awards                            | Beste britische Darstellerin                   | Nominiert |
| 2006 | The Girl in the Café   | Primetime Emmy Award                     | Beste Nebendarstellerin                        | Gewonnen  |
| 2006 | The Girl in the Café   | Golden Globe Award                       | Beste Darstellerin in einer Serie (Drama)      | Nominiert |
| 2008 | No Country for Old Men | Online Film Critics Society              | Beste Nebendarstellerin                        | Nominiert |
| 2008 | Choke                  | Sundance Film Festival                   | Spezialpreis der Jury                          | Gewonnen  |
| 2008 | No Country for Old Men | British Academy Film Awards              | Beste Nebendarstellerin                        | Nominiert |
| 2008 | No Country for Old Men | London Film Critics’ Circle              | Beste britische Nebendarstellerin              | Gewonnen  |
| 2008 | No Country for Old Men | Screen Actors Guild Award                | Bestes Ensemble                                | Gewonnen  |
| 2011 | Boardwalk Empire       | Golden Globe Award                       | Beste Nebendarstellerin in einer Serie (Drama) | Nominiert |
| 2011 | Boardwalk Empire       | Screen Actors Guild Award                | Bestes Ensemble                                | Gewonnen  |
| 2011 | Boardwalk Empire       | Critics’ Choice Television Award         | Beste Nebendarstellerin in einer Serie (Drama) | Nominiert |
| 2011 | Boardwalk Empire       | Primetime Emmy Award                     | Beste Nebendarstellerin in einer Serie (Drama) | Nominiert |
| 2012 | Boardwalk Empire       | Golden Globe Award                       | Beste Nebendarstellerin in einer Serie (Drama) | Nominiert |
| 2012 | Boardwalk Empire       | Screen Actors Guild Award                | Bestes Ensemble in einer Serie (Drama)         | Gewonnen  |
| 2012 | Boardwalk Empire       | Critics’ Choice Television Award         | Beste Nebendarstellerin in einer Serie (Drama) | Nominiert |
| 2012 | Brave                  | Annie Award                              | Beste Stimme                                   | Nominiert |